# Manuel Arauz Castex
Manuel Guillermo Arauz Castex (Buenos Aires, 18 de febrero de 1915-ib., 28 de enero de 2001) fue un abogado y político argentino.

## Biografía
Realizó los estudios secundarios en el Colegio Nacional de Buenos Aires, del cual egresó en 1932 con medalla de oro. En 1938 se graduó como abogado, con diploma de honor, en la Facultad de Derecho de la Universidad de Buenos Aires.
En 1941 obtuvo el doctorado en derecho con la tesis "Ley de orden público", y tres años más tarde comenzó su carrera docente como profesor adjunto de derecho civil, siendo titular de esa cátedra a partir de 1949.
Arauz Castex fue un hombre de consulta para la sanción de importantes normas. Entre 1948 y 1949, comandó la redacción de proyectos que luego resultarían en las leyes de adopción, propiedad horizontal y bien de familia.
Con la dictadura autodenominada Revolución Libertadora al poder en 1955, fue separado de su cátedra y de su cargo en la Justicia por lo que se dedicó al ejercicio de la abogacía.
En junio de 1973 fue designado ministro de la Corte Suprema de Justicia de la Nación, desempeñándose hasta mediados de 1975 cuando renunció. En octubre de ese último año es designado ministro de Relaciones Exteriores y Culto, cargo que desempeñó hasta dos meses antes de la caída de María Estela Martínez de Perón en marzo de 1976.
En la década de 1980 fue apoderado de la expresidenta Martínez de Perón.
En 1981 Arauz Castex acompañó a Martínez de Perón en su viaje a España tras la liberación de esta.